# Kerstin Michalik
Kerstin Michalik (* 1963) ist eine deutsche Erziehungswissenschaftlerin.

## Leben
Von 1983 bis 1986 studierte sie an der Universität Hamburg in Geschichte, Philosophie, Erziehungswissenschaft und von 1986 bis 1987 Geschichte an der Université Paris 1 Panthéon-Sorbonne. Nach dem ersten Staatsexamen 1990 für das Lehramt an Gymnasien, der Promotion 1995 in Mittlerer und Neuerer Geschichte am Fachbereich Geschichtswissenschaft der Universität Hamburg und dem zweiten Staatsexamen 1996 für das Höhere Lehramt an Gymnasien ist sie seit 2010 Professorin für Erziehungswissenschaft mit Schwerpunkt Didaktik des Sachunterrichts an der Universität Hamburg.
Ihre Forschungsschwerpunkte sind Didaktik des Sachunterrichts (Sprachförderung im Sachunterricht, inklusiver Sachunterricht, forschendes Lernen im naturwissenschaftlichen Sachunterricht, historisches Lernen und Philosophieren als Unterrichtsprinzip im Sachunterricht), Philosophieren mit Kindern und Jugendlichen und Lehrerprofessionalisierung.

## Schriften (Auswahl)
- Der Marsch der Pariser Frauen nach Versailles am 5. und 6. Oktober 1789. Eine Studie zu weiblichen Partizipationsformen in der Frühphase der Französischen Revolution. Pfaffenweiler 1990, ISBN 3-89085-363-3.
- Kindsmord. Sozial- und Rechtsgeschichte der Kindstötung im 18. und beginnenden 19. Jahrhundert am Beispiel Preußen. Pfaffenweiler 1997, ISBN 3-8255-0117-5.
- mit Helmut Schreier: Wie wäre es, einen Frosch zu küssen? Philosophieren mit Kindern im Grundschulunterricht. Braunschweig 2006, ISBN 3-14-162074-1.
- mit Hans-Joachim Fischer und Hartmut Giest (Hrsg.): Bildung im und durch Sachunterricht. Bad Heilbrunn 2015, ISBN 978-3-7815-2020-2.